# Dieffenbachia weberbaueri
Dieffenbachia weberbaueri är en kallaväxtart som beskrevs av Adolf Engler. Dieffenbachia weberbaueri ingår i släktet prickbladssläktet, och familjen kallaväxter. Inga underarter finns listade.